# Решетов, Дмитрий Николаевич
Дмитрий Николаевич Ре́шетов (6 октября 1908, Тверь — 11 октября 2000, Москва) — советский и российский учёный в области прочности, долговечности и надёжности машин, доктор технических наук, профессор, заслуженный деятель науки и техники РСФСР, заслуженный деятель науки Российской Федерации.

## Биография

### Ранние годы
Решетов в 1930 году окончил МВТУ им. Н. Э. Баумана.

### Научно-педагогическая работа
Решетов возглавлял кафедру «Металлорежущие станки» в МАТИ им. К. Э. Циолковского в период с 1943 по 1952 годы. Область его научных интересов — расчёт и конструирование станков, прочность и жёсткость деталей машин.
С 1952 по 1988 годы он заведовал кафедрой «Детали машин» МВТУ им. Н. Э. Баумана, его имя внесено в книгу Почёта МВТУ в 1981 году. Одновременно работал по совместительству в ЭНИМС, где руководил группой прочности.
Решетов написал один из самых популярных учебников по деталям машин, который переиздавался четырежды только на русском языке и был переведён (как и ряд других его трудов) на английский язык и издан в США.
Под его руководством разработан полный комплекс учебной литературы по деталям машин, которая неоднократно перерабатывалась и переиздавалась. Кроме основного учебника Решетова «Детали машин», туда вошли «Атлас конструкций» под его редакцией и «Атлас конструкций подъёмно-транспортных машин». Разработанные под руководством Решетова машиностроительные стандарты по своему научному и техническому уровню актуальны до сих пор.
Решетов разработал эффективные методы расчёта деталей станков на основе достижений механики и сопротивления материалов, в том числе, методы расчёта шпиндельных узлов и их опор, станин, направляющих, ходовых винтов и других ответственных элементов станка. Специфика этих расчётов заключается в оценке деформации изделий сложной конфигурации (станины с ребрами жёсткости и окнами) с учётом особых условий контакта сопряжённых поверхностей (направляющие скольжения с регулировочными клиньями и планками, направляющие качения), с определением жёсткости опор и их влияния на сопряжённые элементы (шпиндельные опоры). Полученные зависимости были в дальнейшем развиты и трансформированы для автоматизированных расчётов на ЭВМ.
Первые программы расчёта деталей машин на ЭВМ были разработаны кафедрой «Детали машин» МВТУ им. Баумана в 1970 году, затем пакет программ совершенствовался вслед за совершенствованием компьютера. Эти пакеты программ были розданы в порядке содружества более 110 заинтересованным организациям. А результаты этой работы были обобщены в книге под редакцией Д. Н. Решетова и С. А. Шувалова «Расчет деталей машин на ЭВМ», содержащей многие схемы алгоритмов и программ.

### Смерть
Дмитрий Николаевич Решетов умер 11 октября 2000 года в Москве, он похоронен на Ваганьковском кладбище.

## Награды и звания
- Орден Дружбы народов (1980)
- Заслуженный деятель науки и техники РСФСР
- Заслуженный деятель науки Российской Федерации